# Seychelská rupie
Zákonným platidlem na Seychelách je místní rupie. Zdejší měna má svůj název „rupie“ společný s měnami několika dalších států v regionu Indického oceánu. Její ISO 4217 kód SCR, jedna setina rupie se nazývá „cent“. Rupie byla do peněžního oběhu uvedena v roce 1914, do té doby se na Seychelách používala mauricijská rupie. 

## Mince a bankovky
V prosinci 2016 uvedla Seychelská centrální banka do oběhu novou rodinu mincí a bankovek. Dříve vydané bankovky jsou neplatné, avšak se dají vyměnit v místních bankách. 
- Na rubové straně mincí je vyobrazen státní znak země, na lícové pak zdejší endemické rostlinné a živočišné druhy:
  - 1 cent - žába Sooglossus gardineri
  - 5 centů - šnek Pachnodus niger
  - 10 centů - pták Aerodramus elaphrus
  - 25 centů - strom Medusagyne oppositifolia
  - 1 rupie - motýl Euploea mitra
  - 5 rupií - masožravá rostlina Nepenthes pervillei
  - 10 rupií - želva Dipsochelys gigantea

- Na aversních stranách bankovek jsou vyobrazeni seychelští endemičtí ptáci: 
  - 25 rupií - Copsychus sechellarum
  - 50 rupií - Coracopsis nigra barklyi
  - 100 rupií - Terpisphone corvina
  - 500 rupií - Falco araea